# تيم اندروز (صانع الفخار)
تيم اندروز (بالإنجليزية: Tim Andrews)‏ هو صانع الفخار بريطاني، ولد في 1960.